# José Fernando Cubas
José Fernando Cubas (ur. 9 kwietnia 1981 w Asunción) – paragwajski szachista, arcymistrz od 2011 roku.

## Kariera szachowa
W latach 1995 i 1996 trzykrotnie reprezentował swój kraj na mistrzostwach świata juniorów w kategoriach do 14, 16 i 18 lat. W 2001 r. zdobył tytuł indywidualnego mistrza Paragwaju. Pomiędzy 2000 a 2006 r. czterokrotnie (w tym raz na I szachownicy) uczestniczył w szachowych olimpiadach.
W 2001 r. zajął III m. w turnieju strefowym (eliminacji mistrzostw świata), rozegranym w Mar del Placie (za Facundo Pierrotem i Rubénem Felgaerem) oraz w memoriale Vince Totha w Rio de Janeiro (za Martinem Crosą i Guillermo Soppe). W 2002 r. podzielił I m. w dwóch kołowych turniejach w Asunción (wspólnie z Jorge Gomezem Baillo oraz z Jorge Rosito), w 2003 r. podzielił II m. (za Suatem Atalıkiem, wspólnie z m.in. Pablo Lafuente) w Mar del Placie oraz zwyciężył (wspólnie z Gilberto Milosem i Wellingtonem Carlosem Rochą) w São Paulo, natomiast w 2004 r. podzielił I m. w Santosie i Buenos Aires (wspólnie z Emilio Córdovą) oraz samodzielnie zwyciężył w kolejnym turnieju rozegranym w Buenos Aires. W 2005 r. odniósł kolejne sukcesy: zwyciężył w Pinamarze i w Mar del Placie, a w Balneario Camboriu (wspólnie z Martinem Crosą) i São Paulo (wspólnie z Nahuelem Diazem) podzielił I miejsca. W 2006 r. podzielił II m. (za Diego Floresem, wspólnie z Antonem Kowalowem i Andresem Rodriguezem Vilą) w kolejnym turnieju w Mar del Placie, natomiast w 2007 r. samodzielnie zwyciężył w pięciu kołowych turniejach rozegranych w Luque, Passos, Colonia del Sacramento, Necochei i São Paulo oraz zajął II m. (za Rubénem Felgaerem) w Rio de Janeiro. W 2008 r. zwyciężył w dwóch turniejach w Buenos Aires (jednym z nich był memoriał Maksima Sorokina) oraz podzielił I m. w Villa Martelli (wspólnie z Sebastianem Iermito). W 2011 r. zwyciężył w Rio de Janeiro.
Najwyższy ranking w dotychczasowej karierze osiągnął 1 stycznia 2013 r., z wynikiem 2537 punktów zajmował wówczas 2. miejsce (za Neurisem Delgado Ramírezem) wśród paragwajskich szachistów.